# Банужи
Ба́нужи (латыш. Bānūži; устар. мыза Кудлингъ) — населенный пункт (латыш. mazciems) в Тауренской волости Вецпиебалгского края. Расположен на северо-западе волости в 7,4 км от волостного центра Таурене, 22,2 км от краевого центра Вецпиебалги и 113,3 км от Риги.
Населенный пункт расположен у автомагистрали V300 (Друсти—Дзербене—Скуене).